# Fluorur de sodi
El fluorur de sodi, NaF, es presenta a temperatura ambient com un sòlid cristal·lí incolor, mitjanament soluble en aigua. El reticle cristal·lí és cúbic, com el del clorur de sodi. Els cristalls són transparents des de la radiació ultraviolada a la infraroja amb un índex de refracció d'1,327. Fus condueix el corrent elèctric, com que és un compost iònic. En estat natural es troba en el mineral vil·liaumita. El fluorur de sodi és una sal verinosa.

## Reactivitat
- Reacciona amb els àcids forts, com ara l'àcid sulfúric, H₂SO₄, produint àcid fluorhídric, HF.
- S'obté per neutralització de l'àcid fluorhídric concentrat amb hidròxid de sodi:

HF + NaOH → NaF + H₂O
Amb un excés d'àcid fluorhídric es forma l'hidrogenofluorur de sodi:
NaF + HF → NaHF₂
- També es pot obtenir per reacció de l'àcid fluorhídric amb el carbonat de sodi:

2 HF + Na₂CO₃ → 2 NaF + H₂O + CO₂↑
i per descomposició tèrmica de l'hexafluorosilicat de sodi, Na₂SiF₆:
Na₂SiF₆ → 2 NaF + SiF₄↑

## Aplicacions
S'empra com a reactiu en química analítica i en química orgànica com a agent fluorant. En la indústria serveix com a agent fluidificant en metal·lúrgia per a la producció d'alumini per electròlisi; com a reactiu per a obtenir silicats per fusió i per a purificar altres fluorurs, especialment del hexafluorur d'urani. És un component d'insecticides i altres pesticides. En medicina s'empra com a additiu fluorant concentracions a les aigües minerals, a les sals de cuina i als dentrificis per a la prevenció de la càries dental. És un agent anticoagulant. Per la transparència dels cristalls pot servir per fabricar prismes, lents i filtres. És una primera matèria per a fabricar el gas tòxic sarín.

## Toxicitat
És tòxic en cas d'ingestió o d'inhalació. Pot provocar danyès als òrgans després d'exposicions prolongades o repetitdes. És tòxic per a organismes aquàtics amb efectes nocius duradors. S'ha de portar gants, roba, mascara i ulleres protectores. En cas de contacte amb la pell o amb els cabell cal rentar amb molta aigua i sabó. En cas d'inhalació s'ha de consultar un metge. Hi ha persones que són al·lèrgics al fluorur de sodi.